# Mastercam
Mastercam je programski paket tvrtke CNC Software inc. za CAM pripremu NC programa ( Proizvodnja putem računala).

## Mastercam Moduli
- Mastercam design: modul za 3D crtanje (točke, crte, elipse, krivulje) i modeliranje površinama (Nurbs i parametrične površine). Modul ima sljedeća sučelja za prijenos geometrije iz drugih CAD sistema: DWG, DXF, STEP, Inventor, IGES, VDA-FS, ASCII, Parasolid (X_T), SolidWorks, SolidEdge, ACIS solid (SAT). Mastercam Design je temelj svim ostalim modulima, ali je dostupan i kao samostalan modul.
- Mastercam Solids: volumenski modul na osnovi Parasolid jezgre. Mastercam Design s dodatkom Solids kombinira površinsko modeliranje i modeliranje s tijelima. Nekada je modeliranje s tijelima bila glavna filozofija dizajna. Nakon spoznaje za potrebom fleksibilnosti modeliranja s površinama, oba načina modeliranja su združena u takozvanim hibridnim modelerima. Tako Mastercam Design/ Solids kombinira jednostavnost modeliranja s tijelima i fleksibilnosti modeliranja s površinama.
- Mastercam Mill Level 1: Mastercam Mill Level 1 je modul za 2.5-osno glodanje, čišćenje džepova, bušenje i glodanje 3D kontura. Ima mogućnost obrade ostataka u džepovima i konturama, optimiziranje proizvodnje i simulaciju obrade te knjižnice alata, materijala i strategija koje se lako prilagode vašim potrebama.
- Mastercam Mill Level 3: s različitim strategijama grube i fine obrade površinskih i volumenskih 2D i 3D modela u bilo kojim ravninama. Naprednim alogritmima se osiguralo da je oduzimanje materijala jednakomjerno, te putanja alata stalna; glatka s oblim gibanjima alata. Time je proizvodnja brža, vrijeme obrade kraće, a alatima i strojevima je produžen vijek uporabe. Pored toga, algoritmi osiguravaju putovanje alata bez kolizije samog alata i isto tako držača.
- Mastercam Lathe: grubo i fino tokarenje, tokarenje kanala i rezanje navoja, bušenje, C-os. U kombinaciji s modulom za glodanje, također podržava 4-osno tokarenje i programiranje višeosnih glodalno-tokarskih strojeva (Mill-Turn). Sirovac, kojeg sistem razmatra kod izrade pomicanja alata, možemo odrediti na različite načine. Također možemo podesiti i čeljusti, konjiča i linetu. Sistem sve te elemente kod izrade putovanja alata stalno provjerava da nisu slučajno u koliziji s alatom. U modulu tokarenja postoji i 3D solid verifikacija obrade.
- Mastercam Wire: je modul za programiranje žičanih erozija. S lakoćom se programiraju osnovni dvoosni okomiti rez, te kutni rez; s različitim vrstama kutova (stožasti polumjer, ISO polumjer, oštri uglovi), uz stalne promjene nagiba ili postupnim pomicanjem nagiba žice. Za ovakav način progamiranja potreban nam je samo nacrt u ravnini. Isto tako, lako se programira i 4-osna žičana erozija. Za izradu programa za 4-osnu eroziju potrebne su nam kontura gornje i donje ravnine. Kontura može imati različite oblike i različit broj elemenata. Možemo određivati različite načine sinkronizacije između kontura gornje i donje ravnine te time utjecati na putanju žice i oblik proizvoda. Podržava različite načine grubog reza, finog porezivanja i rezanja premosnica. Na izbor se daju jednosmjerno ili izmjenično rezanje. Broj rezova može se odrediti prije, ali i nakon rezanja same premosnice.

## Poveznice
- Mastercam  Arhivirana inačica izvorne stranice od 22. prosinca 2014. (Wayback Machine)  (službena stranica firme CNC Software, inc.)